# Blairstown (New Jersey)
Blairstown – jednostka osadnicza w Stanach Zjednoczonych, w stanie New Jersey, w hrabstwie Warren.